# Skála Loutrón
Skála Loutrón är en ort i Grekland.   Den ligger i prefekturen Nomós Lésvou och regionen Nordegeiska öarna, i den östra delen av landet, 270 km öster om huvudstaden Aten. Skála Loutrón ligger 5 meter över havet och antalet invånare är 259. Den ligger på ön Lesbos.
Terrängen runt Skála Loutrón är huvudsakligen kuperad, men åt nordväst är den platt. Havet är nära Skála Loutrón åt nordväst.  Närmaste större samhälle är Mytilene, 7,3 km norr om Skála Loutrón. 